# A ple sol
A ple sol (Plein soleil) és una pel·lícula francesa del 1960 basada en la novel·la El talent de Mr. Ripley, escrita per Patricia Highsmith. (1955).
La pel·lícula va ser dirigida per René Clément, i va comptar amb l'actuació d'Alain Delon (amb el paper de Tom Ripley), Maurice Ronet i Marie Laforêt.
El mateix argument seria reprès 39 anys després per Anthony Minghella en El talentós Mr. Ripley (The Talented Mr. Ripley, 1999), pel·lícula estatunidenca amb els actors Matt Damon (Tom Ripley), Gwyneth Paltrow, Jude Law, Cati Blanchett i Philip Seymour Hoffman, que tindria 5 candidatures als Premis Óscar de l'any 2000.

## Argument
L'estatunidenc Tom Ripley (Alain Delon) és enviat a Itàlia per a persuadir a l'adinerat Philippe Greenleaf (Maurice Ronet) perquè torni a San Francisco i es faci càrrec del negoci del seu pare. Philippe no té la intenció de fer tal cosa i arrossega a Tom a gaudir d'una vida de luxe. Els dos homes essencialment gasten tots els diners que poden i es diverteixen dia i nit.
Tom, però, està obsessionat amb Philippe i la seva parella, Marge (Marie Laforêt), i enveja la seva vida. Philippe finalment s'avorreix de l'adulació de Ripley i es torna cruel i abusiu amb ell.
Tom, que s'adona que Philippe no actua com abans, trama un pla per a matar-lo i robar la seva identitat. Primer, deixa proves de les infidelitats de Philippe perquè Marge les trobi. En una escena en un iot, després que Marge desembarqui, Philippe s'enfronta a Tom, qui admet el seu pla amb bastanta indiferència. Philippe, creient que és una broma, li segueix el joc i li demana a Tom els detalls del pla. De sobte espantat, Philippe li ofereix a Tom una suma substancial de diners per a deixar-los a ell i a Marge en pau, però Tom afirma que pot obtenir aquesta suma de totes maneres i molt més. Finalment, fingint acceptar la seva oferta, Tom apunyala a Philippe mentre aquest últim crida el nom de Marge. Llança el cos per la borda i torna a port.
Tom informa a Marge que Philippe ha decidit quedar-se enrere. Després viatja per Itàlia usant el nom i el compte bancari de Philippe, imitant perfectament la seva veu i gestos; en efecte, Tom s'ha convertit en Philippe, fins i tot estampant la seva pròpia foto, amb segell, en el passaport de Philippe. Lloga una gran suite en un hotel de Roma.
Quan l'amic de Philippe, Freddie Miles (Billy Kearns), arriba a l'hotel per a veure a Philippe i comença a sospitar la veritat, Tom també l'assassina. Aviat es troba el cos de Freddie i la policia italiana intervé. Tom continua amb la seva farsa, canviant entre la seva identitat i la de Philippe, segons el que exigeixi la situació. Després de dur a terme un elaborat pla per a implicar a Philippe en l'assassinat de Freddie, Tom falsifica una nota de suïcidi i un testament, deixant la fortuna de Greenleaf a Marge.
Tom sobreviu a una sèrie de situacions perilloses, apartant a la policia italiana del seu rastre. Fins i tot aconsegueix seduir a Marge, amb qui comença a conviure obertament. Quan el iot de Philippe està sent tret de l'aigua perquè un comprador l'inspeccioni, el seu cos embolicat en lona és descobert enredat al vaixell, embullat al voltant de l'hèlix. La policia segueix de prop la pista de Tom.

## Repartiment
| Actor          | Personatge                      |
| -------------- | ------------------------------- |
| Alain Delon    | Tom Ripley / Philippe Greenleaf |
| Maurice Ronet  | Philippe Greenleaf              |
| Marie Laforêt  | Marge Duval                     |
| Erno Crisa     | Riccordi                        |
| Elvire Popesco | Madame Popova                   |
| Frank Latimore | O'Brien                         |
| Billy Kearns   | Freddy Miles                    |

## Càsting
El paper principal de Tom Ripley estava originalment destinat a l'actor Jacques Charrier, mentre que a Alain Delon se li va assignar el paper de Philippe Greenleaf, l'indolent jove hereu, amic de Tom Ripley. Després de llegir el guió, Alain Delon es va dirigir a casa del director René Clément, on també l'esperaven els germans Hakim, productors de la pel·lícula, per a declinar el paper proposat, i afirmar que correspondria millor al protagonista, argumentant que comparteix el caràcter murri de Tom Ripley.
Delon explica la reacció dels productors: “Va ser horrible. Els germans Hakim, especialment Robert, cridaven: “Com t'atreveixes! ets només un petit idiota! Hauries de pagar per fer-ho! Va durar fins a les dues de la matinada, sempre a la vora de la ruptura definitiva". El director explica que després d'un gran silenci, la veu de Bella Clement va dir: “Rrrené estimat, el jove té rrraó". I fins a les quatre del matí va explicar per què el petit tenia raó. Els actors principals de la pel·lícula, Alain Delon i Maurice Ronet, es van fer amics durant el rodatge i, a partir de llavors, tornarien a actuar junts en Comandament perdut, La Piscine i La mort d'un home corrupte.

## Rodatge
El rodatge va durar des del 3 d'agost fins al 22 d'octubre de 1959 a Itàlia, especialment a la província de Nàpols (Spiaggia Maronti a prop de Sant'Angelo d'Ischia), Ischia (Ischia Ponte, Ischia Porto i Palazzo D'Ambra), Procida i Roma.

#### El vaixell
El veler utilitzat pel rodatge de la pel·lícula, "Lasse", és un cúter de vela bermudiana de 18,28 m construït a Dinamarca el 1940 segons plànols de Johan Anker. Va ser encarregat pel rei Christian X de Dinamarca a les drassanes de Stubbekøbing i, batejat per primera vegada com a "Eva". Es diu que va ser lliurat a Eva Braun, l'amant de Hitler. El vaixell va estar amarrat durant la guerra en l'Acadèmia Naval de Mürwik a Flensburg, on es va escapar del bombardeig aliat. Més tard va ser rebatejat com "Lasse" i a la pel·lícula, va portar el nom de Marge.

## Recepció
A ple sol va ser elogiat per la crítica i va convertir a Delon en una estrella. El 1962, Clément i Paul Gégauff van guanyar un premi Edgar al millor guió de pel·lícula estrangera.
Roger Ebert li va donar a A ple sol tres estrelles (en comparació amb la ressenya de quatre estrelles que li va donar a la versió de 1999), i va escriure que "el millor de la pel·lícula és la forma en què la trama crea una manera on Ripley formi una portada perfecta". Elbert, però, va criticar un "final menys que satisfactori", sentint que "A ple sol acaba com ho fa només perquè Clement no té el nervi de ferro de Highsmith".
James Berardinelli va qualificar a A ple sol per sobre del talentós Mr. Ripley, donant-li una ressenya de quatre estrelles (en comparació amb les dues estrelles i mitja del talentós Mr. Ripley ). Berardinelli va elogiar l'actuació de Delon i va dir que "Tom és fascinant perquè Delon ho fa així" i també la pel·lícula per "un treball de càmera expert i una direcció nítida". Berardinelli va col·locar a A ple sol a la seva llista All-Time 100 i la va comparar amb la pel·lícula de 1999: "La nova versió va tornar al material original; The Talented Mr. Ripley de Patricia Highsmith. El resultat, encara que podria dir-se que és més fidel als esdeveniments del llibre de Highsmith, és molt inferior. Dir que pateix en comparació amb A ple sol és quedar-se curt. Gairebé tots els aspectes de la pel·lícula de 1960 de Rene Clement són superiors a la versió de 1999 d'Minghella, des de la cinematografia fins a l'actuació i el guió. Matt Damon podria ser un Tom Ripley creïble, però només per a aquells que mai van experimentar la interpretació d'Alain Delon".
Nandini Ramnath va escriure per a Scroll.in: "La representació definitiva de la creació més perdurable de la novel·lista policíaca Patricia Highsmith data de 1960. Damon i Hopper s'acosten a transmetre la crueltat i l'ambició de Tom Ripley, però Delon captura sense esforç la seva mística".

## Altres pel·lícules de la sèrie "Ripley"

### - La màscara de Ripley (1970)
- Mr. Ripley el retorn (Ripley Under Ground), pel·lícula estatunidenca dirigida per Roger Spottiswoode al 2005, amb els actors Barry Pepper (Tom Ripley), Jacinda Barrett, Tom Wilkinson i Willem Dafoe.[15]

### - El joc de Ripley (1974)
- L'amic americà (Der amerikanische Freund), pel·lícula d'Alemanya Occidental dirigida per Wim Wenders el 1977, amb els actors Dennis Hopper (Tom Ripley) i Bruno Ganz.[16]
- El joc de Ripley (Ripley's Game), pel·lícula italoestadounidenca dirigida per Liliana Cavani el 2002, amb els actors John Malkovich (Tom Ripley), Dougray Scott i Ray Winstone.[17]